# Saint-Laurent-de-Lévézou
Saint-Laurent-de-Lévézou é uma comuna francesa na região administrativa de Occitânia, no departamento de Aveyron. Estende-se por uma área de 23,33 km². Em 2010 a comuna tinha 157 habitantes (densidade: 6,7 hab./km²).